# Ачабаев, Темирлан Салисович
Темирлан Салисович Ачабаев — мастер спорта международного класса по борьбе на поясах, мастер спорта России по вольной борьбе. Весовая категория 70 кг.
Родился 28 апреля 1994 года в селе Учкекен, Малокарачаевского района Карачаево-Черкесской республики. С 6 летнего возраста начал тренировки под руководством заслуженного тренера СССР Байчорова Азамат Гери Хызыровича. Первая значимая победа пришла к нему в 2012 году, когда он выиграл мастерский турнир по вольной борьбе им. Курбатова в г. Ставрополь. Победитель Всероссийского турнира по вольной борьбе «Юность России», 2013 г.  г. Бугуруслан. В 2016 году прошёл отбор и поехал на свой первый чемпионат Мира по борьбе на поясах, в Киргизстан, который проходил в рамках Всемирных игр Кочевников. После становился бронзовым призёром Кубка Мира в Белоруссии. Выигрывал много различных международных турниров. В 2017 году стал Чемпионом Мира по Польской борьбе «КолухСтиль». Завоевал бронзовую медаль на абсолютном Чемпионате Мира при собственном весе 68 кг. в городе Вроцлав. Дважды серебряный призёр Чемпионата Европы. Серебряный призёр Чемпионата Мира 2019 года в рамках Всемирных игр боевых искусств в Южной Корее, г. Чунгджу. Чемпион Мира 2019 года по борьбе на поясах. Бронзовый призёр Чемпионата Мира 2020 года в Казахстане, г. Нур-Султан.